# Aldaia (Vitoria-Gasteiz)

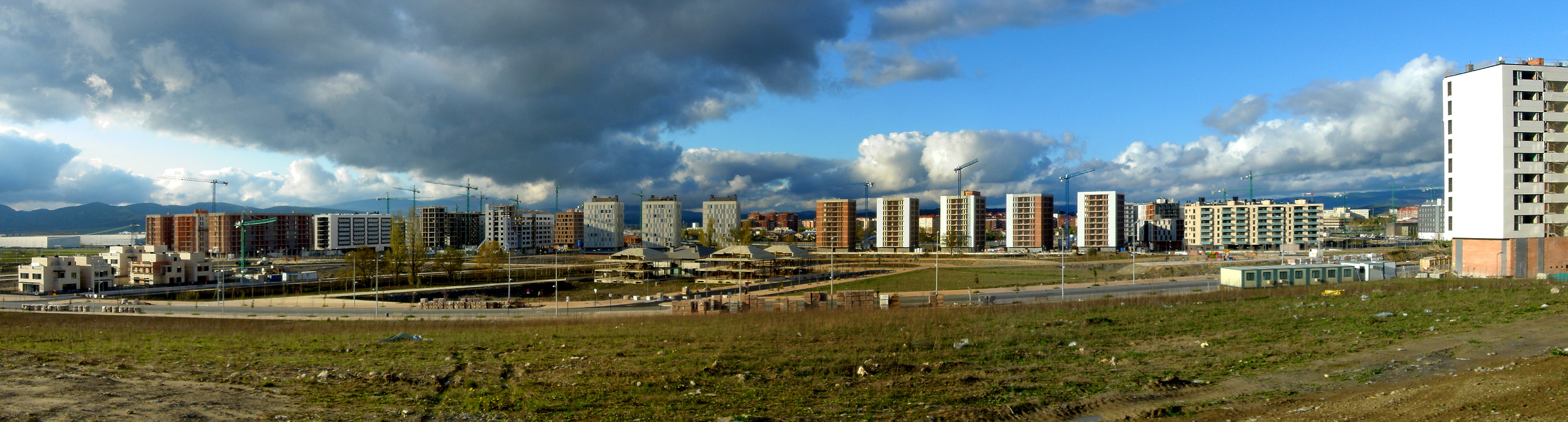
Vue du quartier d'Aldaia depuis Mariturri.

Aldaia est un quartier faisant partie de la municipalité de Vitoria-Gasteiz dans la province d'Alava dans la Communauté autonome basque.